# Les choses qu'on dit, les choses qu'on fait
Pour plus de détails, voir Fiche technique et Distribution.
Les choses qu'on dit, les choses qu'on fait est un film français réalisé par Emmanuel Mouret, sorti en 2020.
Le film cherche à illustrer les thèses du philosophe René Girard, notamment la théorie mimétique dans les relations amoureuses.
Le 19 janvier 2021, Les choses qu'on dit, les choses qu'on fait remporte le Lumière du meilleur film lors de la 26e cérémonie des Lumières de la presse internationale.

## Synopsis
Maxime rend visite à son cousin François à la campagne. Celui-ci est absent et c'est sa compagne, Daphné, enceinte de trois mois, qui l'accueille. Pendant quatre jours, Maxime et Daphné font connaissance en se racontant leurs récentes histoires amoureuses aux multiples rebondissements.

## Fiche technique
- Titre français : Les choses qu'on dit, les choses qu'on fait
  - Titre de travail : Chronique d'une liaison passagère
- Réalisation : Emmanuel Mouret
- Scénario : Emmanuel Mouret
- Photographie : Laurent Desmet
- Montage : Martial Salomon
- Musique : Frédéric Chopin, Claude Debussy, Erik Satie, Francis Poulenc, etc.
- Décors : David Faivre
- Costumes : Hélène Davoudian
- Production : Frédéric Niedermayer
- Société de production : Moby Dick Films
- SOFICA : LBPI 13, Indéfilms 8
- Société de distribution : Pyramide Distribution
- Pays de production :  France
- Langue originale : français
- Durée : 116 minutes
- Genre : drame
- Dates de sortie :
  - France : 2 septembre 2020 (avant-premières) ; 16 septembre 2020 (sortie nationale)
  - Belgique : 16 septembre 2020
  - Québec : 2 octobre 2020

## Distribution
- Camélia Jordana : Daphné
- Niels Schneider : Maxime
- Vincent Macaigne : François
- Émilie Dequenne : Louise
- Jenna Thiam : Sandra
- Guillaume Gouix : Gaspard
- Julia Piaton : Victoire
- Jean-Baptiste Anoumon : Stéphane
- Louis-Do de Lencquesaing : Le réalisateur
- Lise Lomi : Claire
- Sarah Capony : Bianca[2]
- Fanny Gatibelza : La femme de Stéphane
- Milla Savarese : Léa
- Catherine Lecoq : La marchande de vin
- Sacha Requiem : L'ami de Claire
- Claude Pommereau[3] : Le philosophe

## Production
Le tournage du film a lieu du 29 octobre au 5 décembre 2019, principalement en Île-de-France et dans le Vaucluse.

## Accueil

### Accueil critique
Le film bénéficie de critiques largement positives. En France, le site Allociné recense une moyenne des critiques presse de 4,3⁄5 pour un total de 32 critiques presse.
Pour Le Monde, « un plaisir singulier s’empare du spectateur à voir les combinaisons sentimentales s’y nouer et dénouer jusqu’au vertige. »
Au contraire, pour Le Parisien, « l’interprétation remarquable des deux comédiennes, Emilie Dequenne et Camélia Jordana, ne sauve pas ce film de l’ennui, qui s’avère déconnecté de la réalité. »

### Box-office
Le film sort le 16 septembre 2020 dans 294 salles, et comptabilise 11 144 entrées pour sa première journée.
La première fin de semaine en salles permet de cumuler 55 695 entrées. Après une semaine, le film cumule 77 092 entrées. Malgré 66 salles supplémentaires, le deuxième week-end est marqué par une chute de 24,5 % des entrées avec 58 182 spectateurs supplémentaires.
En janvier 2021,  279 094 entrées sont comptabilisées.

## Distinctions

### Récompenses
- 26e cérémonie des Lumières : Lumière du meilleur film pour Emmanuel Mouret
- César 2021 : Meilleure actrice dans un second rôle pour Émilie Dequenne
- Prix du meilleur film français du Syndicat français de la critique de cinéma 2020
- Prix des auditeurs du Masque et la Plume du meilleur film français de l'année 2020

### Nominations
- 26e cérémonie des Lumières :
  - Lumière de la meilleure mise en scène pour Emmanuel Mouret
  - Lumière du meilleur scénario pour Emmanuel Mouret
  - Lumière du meilleur acteur pour Niels Schneider
  - Lumière de la meilleure actrice pour Camélia Jordana
  - Lumière de la meilleure image pour Laurent Desmet
- Magritte 2022 : meilleure actrice dans un second rôle pour Emilie Dequenne
- César 2021 :
  - Meilleur film
  - Meilleure réalisation pour Emmanuel Mouret
  - Meilleure actrice pour Camélia Jordana
  - Meilleur acteur pour Niels Schneider
  - Meilleur acteur dans un second rôle pour Vincent Macaigne
  - Meilleur espoir féminin pour Julia Piaton
  - Meilleur scénario original pour Emmanuel Mouret
  - Meilleur son pour Maxime Gavaudan, François Mereu et Jean-Paul Hurier
  - Meilleure photographie pour Laurent Desmet
  - Meilleur montage pour Martial Salomon
  - Meilleurs costumes pour Hélène Davoudian
  - César des lycéens
  - Meilleurs décors pour David Faivre[11]

Le film partage avec Cyrano de Bergerac (nommé aux César 1991), le record des nominations dans le plus grand nombre de catégories différentes (13). Ils seront battus par Illusions perdues, nommé à 15 reprises lors des César 2022.
Le film est nommé aux cinq César majeurs (meilleur film, meilleur réalisateur, meilleur acteur, meilleure actrice et meilleur scénario original) mais n'en remporte aucun.

## Publication
Le scénario original et les dialogues du film sont publiés dans L'Avant-Scène cinéma (no 678, décembre 2020).